# Шваллер, Янник
| место | изм | Команда       | Очки  |
| ----- | --- | ------------- | ----- |
| 1     | ▬   | Брюс Моуэт    | 532.3 |
| 2     | ▲ 2 | Янник Шваллер | 388.3 |
| 3     | ▬   | Брэд Джейкобс | 367.8 |
| 4     | ▼ 2 | Мэтт Данстон  | 353.3 |

Я́нник Шва́ллер (нем. Yannick Schwaller; род. 31 марта 1995, Золотурн) — швейцарский кёрлингист.
В составе мужской сборной Швейцарии призёр чемпионатов мира и чемпионатов Европы. В составе юниорской мужской сборной Швейцарии чемпион и призёр юниорских чемпионатов мира. Чемпион Швейцарии среди мужчин, смешанных команд, смешанных пар, юниоров.
Играет на позициях четвёртого и третьего. Скип команды.

## Достижения
- Чемпионат мира по кёрлингу среди мужчин: серебро (2025), бронза (2023).
- Чемпионат Европы по кёрлингу: серебро (2019, 2022), бронза (2023).
- Чемпионат Швейцарии по кёрлингу среди мужчин: золото (2020, 2022, 2023, 2024, 2025), серебро (2018, 2019, 2021).
- Чемпионат Швейцарии по кёрлингу среди смешанных команд: золото (2015, 2017), серебро (2018).
- Чемпионат Швейцарии по кёрлингу среди смешанных пар: золото (2021, 2023, 2024), серебро (2022).
- Чемпионат мира по кёрлингу среди юниоров: золото (2014), серебро (2015).
- Чемпионат Швейцарии по кёрлингу среди юниоров: золото (2014, 2015).

## Команды
| Сезон                                               | Четвёртый               | Третий          | Второй             | Первый            | Запасной | Турниры |
| --------------------------------------------------- | ----------------------- | --------------- | ------------------ | ----------------- | --- | --- |
| 2013—14                                             | Рето Келлер             | Янник Шваллер   | Patrick Witschonke | Михаэль Пробст    | Mats Perret (ЧШЮ) Романо Майер (ЧМЮ) тренер: Erich Nyffenegger                                                            | ЧШЮ 2014 · ЧМЮ 2014 |
| 2014—15                                             | Романо Майер            | Янник Шваллер   | Patrick Witschonke | Михаэль Пробст    | Рето Келлер (ЧМЮ) тренер: Erich Nyffenegger                                                                               | ЧШЮ 2015 · ЧМЮ 2015 |
| 2015—16                                             | Янник Шваллер           | Романо Майер    | Patrick Witschonke | Михаэль Пробст    | Симон Глоор (ЧМЮ) тренер: Бернхард Вертеман                                                                               | ЧМЮ 2016 (4 место) ЧШМ 2016 (5 место)                                                                                       |
| 2016—17                                             | Рето Келлер             | Янник Шваллер   | Романо Майер       | Марсель Койфелер  | Рето Гриби тренеры: Пиус Маттер, Бернхард Вертеман                                                                        | ЧШМ 2017 (4 место) |
| 2017—18                                             | Рето Келлер             | Янник Шваллер   | Романо Майер       | Марсель Койфелер  | | |
| 2018                                                | Янник Шваллер           | Михаэль Бруннер | Романо Майер       | Марсель Койфелер  | Stefan Stähli тренеры: Пиус Маттер, Бернхард Вертеман                                                                     | ЧШМ 2018 |
| 2018—19                                             | Янник Шваллер           | Михаэль Бруннер | Романо Майер       | Марсель Койфелер  | Симон Глоор (ЗУ) тренеры: Бернхард Вертеман (КМ 2 эт., КМ фин., ЧШМ), Томас Липс (2 эт.), Пиус Маттер (КМ 3 эт., ЗУ, ЧШМ) | КМ 2018/19 (2 этап) (6 место) · КМ 2018/19 (3 этап) (4 место) · ЗУ 2019 (4 место) · ЧШМ 2019 · КМ 2018/19 (финал) (5 место) |
| 2019—20                                             | Янник Шваллер           | Михаэль Бруннер | Романо Майер       | Марсель Койфелер  | Lucien Lottenbach тренер: Бернхард Вертеман                                                                               | ЧЕ 2019 |
| 2019—20                                             | Янник Шваллер           | Михаэль Бруннер | Романо Майер       | Марсель Койфелер  | тренеры: Бернхард Вертеман, Пиус Маттер                                                                                   | ЧШМ 2020 |
| 2020—21                                             | Янник Шваллер           | Михаэль Бруннер | Романо Майер       | Марсель Койфелер  | Мартин Риос тренеры: Андреас Шваллер, Бернхард Вертеман                                                                   | ЧШМ 2021 |
| 2021—22                                             | Янник Шваллер           | Михаэль Бруннер | Романо Майер       | Марсель Койфелер  | Мартин Риос (ЧШМ), Симон Глоор (ЧМ) тренеры: Бернхард Вертеман, Андреас Шваллер (ЧШМ)                                     | ЧШМ 2022 · ЧМ 2022 (6 место)                                                                                                |
| 2022—23                                             | Бенуа Шварц             | Янник Шваллер   | Свен Михель        | Пабло Лаша        | тренер: Ховард Вад Петерссон                                                                                              | ЧЕ 2022 · ЧШМ 2023 · ЧМ 2023                                                                                                |
| 2023—24                                             | Бенуа Шварц             | Янник Шваллер   | Свен Михель        | Пабло Лаша        | Ким Шваллер (ЧЕ), Том Винкельхаузен (ЧМ) тренер: Ховард Вад Петерссон                                                     | ЧЕ 2023 · ЧШМ 2024 · ЧМ 2024 (7 место)                                                                                      |
| 2024—25                                             | Бенуа Шварц ван Беркель | Янник Шваллер   | Свен Михель        | Пабло Лаша-Кушпен | Том Винкельхаузен (ЧЕ) Ким Шваллер (ЧМ) тренер: Ховард Вад Петерссон                                                      | ЧЕ 2024 (4 место) · ЧШМ 2025 · ЧМ 2025                                                                                      |
| Кёрлинг среди смешанных команд (mixed curling)      |                         |                 |                    |                   | | |
| 2014—15                                             | Михаэль Бруннер         | Бриар Хюрлиман  | Янник Шваллер      | Селин Коллер      | | ЧШСК 2015 |
| 2015—16                                             | Романо Майер            | Бриар Хюрлиман  | Янник Шваллер      | Селин Коллер      | тренер: Theo Schneider | ЧМСК 2015 (5 место) |
| 2016—17                                             | Михаэль Бруннер         | Бриар Хюрлиман  | Янник Шваллер      | Селин Коллер      | | ЧШСК 2017 |
| 2017—18                                             | Янник Шваллер           | Елена Штерн     | Михаэль Бруннер    | Селин Коллер      | тренер: Себастьян Шток | ЧМСК 2017 (21 место) |
| 2017—18                                             | Михаэль Бруннер         | Бриар Хюрлиман  | Янник Шваллер      | Селин Коллер      | Raymond Krenger | ЧШСК 2018 |
| Кёрлинг среди смешанных пар (mixed doubles curling) |                         |                 |                    |                   | | |
| 2019—20                                             | Бриар Хюрлиман          | Янник Шваллер   |                    |                   | | ЧШСП 2020 (4 место) |
| 2020—21                                             | Бриар Хюрлиман          | Янник Шваллер   |                    |                   | | ЧШСП 2021 |
| 2021—22                                             | Бриар Хюрлиман          | Янник Шваллер   |                    |                   | | ЧШСП 2022 |
| 2022—23                                             | Бриар Шваллер-Хюрлиман  | Янник Шваллер   |                    |                   | тренер (ЧМСП): Виктор Челль                                                                                               | ЧШСП 2023 · ЧМСП 2023 (7 место)                                                                                             |
| 2023—24                                             | Бриар Шваллер-Хюрлиман  | Янник Шваллер   |                    |                   | тренер (ЧМСП): Себастьян Шток                                                                                             | ЧШСП 2024 · ЧМСП 2024 (7 место)                                                                                             |
| 2024—25                                             | Бриар Шваллер-Хюрлиман  | Янник Шваллер   |                    |                   | | ЧШСП 2025 (5 место) |

(скипы выделены полужирным шрифтом)

## Частная жизнь
Из семьи кёрлингистов. Его младший брат — Ким Шваллер, их отец — Кристоф Шваллер, а дядя, брат отца — Андреас Шваллер; оба — известные швейцарские кёрлингисты, много лет играли в одной команде (и как клубная команда, и как мужская сборная Швейцарии), в том числе и на зимних Олимпийских играх 2002, где команда Швейцарии завоевала бронзовые медали.
Начал заниматься кёрлингом в 2007, в возрасте 12 лет.
В июле 2022 женился на кёрлингистке, партнёрше по смешанному парному кёрлингу Бриар Хюрлиман.